# 小行星65698
小行星65698（65698 Emmarochelle）是一颗绕太阳运转的小行星，为主小行星带小行星。该小行星于1991年10月6日发现。
該小行星以發現者安德魯·洛（Andrew Lowe）的繼女艾瑪·羅謝爾·斯萊特（Emma Rochelle Slater）命名。

## 轨道参数
小行星65698的轨道半长轴为2.5899356 UA，离心率为0.338。